# Puliciphora togata
Puliciphora togata är en tvåvingeart som beskrevs av Schmitz 1925. Puliciphora togata ingår i släktet Puliciphora och familjen puckelflugor. Inga underarter finns listade i Catalogue of Life.